# Erik Philip-Sörensen
Erik Philip-Sörensen, född  11 december 1909 i Köpenhamn död 17 augusti 2001 i Bosjöklosters församling, Skåne län
,, var den dansk-svenska företagare som genom ett företagsköp 1934 lade grunden för två av världens största bevakningskoncerner, Securitas och G4S.
Erik började som väktare hos sin fars företag i Odense efter realen och några år som manufakturlärling. 1931 fyttade han till Köpenhamn och arbetade vidare som väktare. Under sin tid i företaget i Köpenhamn var Erik med om att arbeta fram en instruktionsbok för väktare.
1934 flyttade han till Helsingborg i Sverige och får där anställning på bevakningsföretaget AB Hälsingborgs nattvakt. Efter några år lyckades han komma över drygt 50% av aktierna av företaget med bara en akties marginal.